# Чхве Мин Гён
Чхве Мин Гён (кор. 최민경, 崔敏敬, англ. Choi Min-Kyung, род. 25 августа 1982, Сеул, род. в Сеуле) — южнокорейская и французская шорт-трекистка, участница Олимпийских игр 1998, Олимпийских игр 2006 годов, Олимпийская чемпионка 2002 года, двукратная чемпионка мира.

## Биография
Чхве Мин Гён не знала, что станет конькобежцем. В молодости она была слабой, поэтому родители хотели, чтобы она стала пианисткой. В детстве у неё была плохая кожа и слабое тело. В 9 лет начала тренироваться со своим братом, когда она была в 3-м классе начальной школы Лира. На некоторое время перестала заниматься, когда она поступила в среднюю школу Ёнсе в 1995 году, потому что ее родители хотели, чтобы она училась. Во время учебы в средней школе Ёнсе она стала членом национальной сборной и на командном чемпионате мира в Сеуле стала чемпионкой мира.
В феврале 1998 года приняла участие в Олимпийских играх в Нагано, где стала 4-й на дистанции 500 метров. После этого она пошла в среднюю школу для девочек Сехва. В феврале 1999 года завоевала серебряную и бронзовую медали зимних Азиатских игр в Канвондо. Вскоре поступила на факультет социального и физического воспитания в женский Университет Ихва.
В январе 2000 года выиграла золотую медаль в беге 1000 м стала 2-й в общем зачёте на чемпионате мира среди юниоров в Секешфехерваре, а в марте на чемпионате мира в Шеффилде взяла серебро в эстафете. Через год на юниорском чемпионате мира в Варшаве она завоевала 4 бронзы, в том числе и в многоборье, и выиграла с командой в эстафете.
Чхве Мин Гён в феврале 2001 года участвовала в зимней Универсиаде в Закопане и выиграла три золота в беге на 1000, 1500 м и в эстафете, весной завоевала серебряную медаль в составе эстафетной команды на чемпионате мира в Чонджу, вскоре получила серьезную травму правой лодыжки во время тренировки в марте, но она преодолела травму и попала в состав олимпийской команды.
В феврале 2002 года на Олимпийских играх в Солт-Лейк-Сити она завоевала золотую медаль в составе эстафетной команды с Чхве Ын Гён, Пак Хе Вон и Чу Мин Джин. Уже в марте на командном чемпионате мира в Милуоки стала чемпионкой в составе команды. После поездки во Францию в 2003 году она бросила женский Университет Ихва, по предложению Французской федерации конькобежного спорта приняла французское гражданство и стала выступать за Францию.
В 2005 году она стала серебряной призёркой в эстафете на чемпионате Европы в Турине и бронзовой призёркой чемпионата мира в Пекине. В январе 2006 года вновь выиграла серебро в эстафете на чемпионате Европы в Крыница-Здруй, а в феврале на Олимпийских играх в Турине в составе команды Франции заняла 5-е место в эстафете.
После Олимпийских игр она вернула корейское гражданство и вернулась в женский Университет Ихва, чтобы получить высшее образование. В 2011 году окончила факультет государственного управления (магистр) Высшей школы государственной политики Университета Ханьян. В 2007 году правительство Республики Корея наградило ее медалью «Голубой дракон» за заслуги перед спортом.
Она училась в докторантуре университета Конкук, полагая, что спортивному администрированию необходимы базовые знания в области общего управления. В 2018 году она присоединилась к движению #MeToo, заявив, что в прошлом она подвергалась сексуальным домогательствам со стороны исполнительной власти Корейского спортивного совета.